# Церква Святої Великомучениці Параскеви П'ятниці (Доброводи)
Церква Святої Великомучениці Параскеви П'ятниці в Доброводах — парафія і храм 2-го Збаразького благочиння Тернопільської єпархії Православної церкви України в селі Доброводи Тернопільського району Тернопільської области.

## Історія церкви
Мурований храм у Доброводах був збудований у 1794 році. Напис при вході свідчить, що будівництво тривало з 1790 до 1794 року. Фундаторами були архієпископ Львівський Петро Біслянський, дідич Доброводів Матей Шустакевич та інші, а також парафіяни. Дзвіницю збудували раніше, у 1792 році.
У 1994 році під керівництвом Никіфора Денчука була збудована капличка Жінок-мироносиць у Збаразькій виправній колонії №3, яку освятили священники Володимир Борис та Михайло Найко.
8 листопада 2008 року збудували та освятили капличку Святого Великомученика Димитрія Солунського. Керував будівництвом Дмитро Амброз.

## Парохи
- о. Іван Роздольський (1872),
- о. Олександр Сеньківський (1923),
- о. Онуфрій Чубатий (1926),
- о. Антон Білецький (1935),
- о. Андрій Васильків (1937),
- о. Олексій Потурняк (1943),
- о. Андрій Оршак (1944),
- о. Йоаким Грицай (1946),
- о. Іван Огородиш (1962),
- о. Віктор Чубатий (1972),
- о. Роман Власенко (1978),
- о. Володимир Качан (1979),
- о. Андрій Мінтух (1985),
- о. Сергій Слободянюк (1985),
- о. Михайло Шкільний (1986),
- о. Володимир Борис (з 1989).